# Courant de Floride

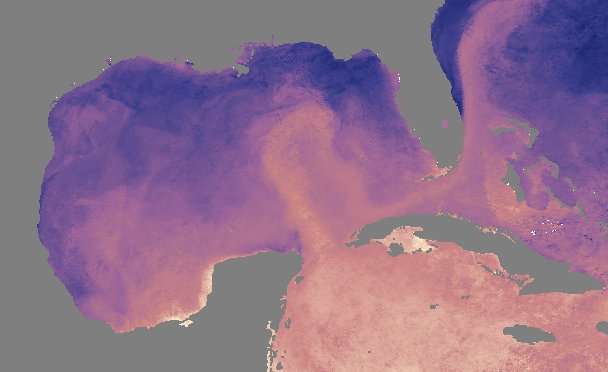
Courant dans le golfe du Mexique. Le courant de Floride est visible entre la Floride et Cuba.

Le courant de Floride est un courant marin qui s'écoule du golfe du Mexique vers l'océan Atlantique. Il fut découvert par l'explorateur espagnol Ponce de Leon en 1513. Il est provoqué par le mouvement circulaire de l'eau de l'Atlantique vers la mer des Caraïbes à la suite de la rotation de la terre. Le courant naît près des côtes de l'Amérique centrale, se dirige vers le nord par le canal du Yucatán pour entrer dans le golfe du Mexique. Les eaux se réchauffent dans cette région et emprunte le détroit de Floride entre les Keys et Cuba avant de finir sa course en longeant la côte orientale des États-Unis. Il est souvent confondu avec le célèbre Gulf Stream, qui commence à l'est de la Floride.
Sa vitesse peut atteindre 4,5 nœuds.